# Eriopyga melanostrigata
Eriopyga melanostrigata là một loài bướm đêm trong họ Noctuidae.